# Tóth Béla (színművész)
Tóth Béla (Tiszaörs, 1932. szeptember 1. – Kaposvár, 2018. június 16. előtt) Aase-díjas magyar színész, a kaposvári Csiky Gergely Színház örökös tagja .

## Életpályája
1932-ben született Tiszaörsön. 1951-1955 között a Színház- és Filmművészeti Főiskola hallgatója volt. 1955-től a kaposvári Csiky Gergely Színház tagja volt. 1997-ben nyugdíjba vonult, de később is vállalt szerepeket. Utolsó bemutatója 2005-ben volt.

## Fontosabb színházi szerepei
- Kurrah (Vörösmarty Mihály: Csongor és Tünde)
- Ficsúr (Molnár Ferenc: Liliom)
- Firsz (Anton Pavlovics Csehov: Cseresznyéskert)
- Horetzky (Eörsi István: Kihallgatás)
- Nyegus (Lehár Ferenc: A víg özvegy)
- Pantalone (Carlo Goldoni: Két úr szolgája)
- Kádár János (Horváth Péter: Csao bambino)
- Ferdenyakú (Makszim Gorkij: Éjjeli menedékhely)
- Pimen (Alekszandr Szergejevics Puskin: Borisz Godunov)
- Baptista (Cole Porter: Csókolj meg Katám!)
- Smith rendőr (Bertolt Brecht–Kurt Weill: Koldusopera)
- Schnaps (Nagy Ignác: Tisztújítás)

## Film és televíziós szerepei
- Szép napok (2002)
- Moszkva tér (2001)
- Ámbár tanár úr (1998)
- Bírós emberek (1997)
- Kisváros (1996–1997)
- Szamba (1996)
- A kert (tv-játék) (1994)
- Sose halunk meg (1993)
- Karneválvégi éjszaka (tv-játék) (1990)
- Hülyeség nem akadály (1986)
- A revizor (1984)
- Dédelgetett kedvenceink (1981)
- Vasárnapi szülők (1980)
- A három jószívű rabló (tv-játék) (1979)
- Ajándék ez a nap (1979)
- Kihajolni veszélyes (1978)
- A kenguru (1976)
- Az idők kezdetén (1975)
- Holnap lesz fácán  (1974)
- Makra (1972)

## Díjai és kitüntetései
- Komor István-díj (1977)
- Aase-díj (1991)
- Kaposvár város szolgálatában-díj (1996)
- Magyar Érdemrend lovagkeresztje (2007)
- Csiky Gergely Színház örökös tagja (2012)[6]